# Clarias camerunensis
Clarias camerunensis es una especie de pez de la familia Clariidae en el orden de los Siluriformes.

## Morfología
• Los machos pueden llegar alcanzar los 46,6 cm de longitud total.

## Distribución geográfica
Se encuentran en África: Togo y Ghana.